# Borax
Der oder das Borax, Borsaures Natron oder veraltet und allgemein ungebräuchlich auch Tinkal, ist ein selten vorkommendes Mineral aus der Mineralklasse der Borate mit der chemischen Zusammensetzung Na2[B4O5(OH)4]·8H2O. Alternativ kann die chemische Zusammensetzung auch mit der Formel Na2B4O7·10H2O ausgedrückt werden. Borax ist damit chemisch gesehen ein Dinatriumtetraborat-Decahydrat, kurz Natriumtetraborat oder Natriumborat, lateinisch (bereits im 16. Jahrhundert) auch Natrium boracicum.
Borax kristallisiert im monoklinen Kristallsystem und entwickelt meist kurze, prismatische oder tafelige Kristalle mit harz- bis glasähnlichem Glanz auf den Oberflächen. Er kommt aber auch in Form erdiger, körniger oder massiger Mineral-Aggregate vor. In reiner Form ist Borax farblos und durchsichtig. Durch vielfache Lichtbrechung aufgrund von Gitterbaufehlern oder polykristalliner Ausbildung kann er aber auch durchscheinend weiß sein und durch Fremdbeimengungen eine hellgraue, hellblaue oder hellgrüne Farbe annehmen. Mit einer Mohshärte von 2 bis 2,5 gehört Borax zu den weichen Mineralen, die sich ähnlich wie das Referenzmineral Gips (Härte 2) mit dem Fingernagel ritzen lassen.
Borax ist ein wichtiger Rohstoff zur Herstellung verschiedener Borverbindungen, die unter anderem in der Glas- und Keramikindustrie (Glasuren, Email) sowie als Flussmittel beim Löten verwendet werden.

## Etymologie und Geschichte
Borax, früher auch Baurach genannt, bezeichnete im Mittelalter unterschiedliche Nitrate (Salpeter) sowie das Metalllötmittel chrysocolla (Malachit oder basisches Kupferkarbonat; vergleiche auch Chrysokoll) und wohl erst im 17. Jahrhundert den heutigen Borax (Natriumsalz der Borsäure). Borax wurde zuerst 1748 durch den schwedischen Mineralogen Johan Gottschalk Wallerius wissenschaftlich beschrieben.
Der Name leitet sich über mittellateinisch borax (mittelhochdeutsch buras) von dem persisch-arabischen Wort بورق (bauraq oder būrak; persisch būrāh oder būraq), das verschiedene Bedeutungen hatte, so unter anderem Pottasche, Salpeter und andere Nitrate sowie Borax und eventuell auch borsaures Natron. Die Bezeichnung bezieht sich möglicherweise auf die arabische Bedeutung „weiß“. Borax, dessen Herkunft unklar war, wurde im Mittelalter wohl auch als Name für das Harz eines Baumes („eyn gummi eynes boumes“, zu lateinisch Est autem gummi cuiusdam arboris nascentis in transmarinis partibus) angesehen.
Borax wurde schon in der Antike in China für Glasuren und in Ägypten zum Einbalsamieren benutzt.
In den Vereinigten Staaten entdeckte der Mineraloge John Allen Veatch das erste Vorkommen von Borax am 8. Januar 1856. Im September desselben Jahres gelangte er zum kalifornischen Borax Lake.
Da der Borax bereits lange vor der Gründung der International Mineralogical Association (IMA) bekannt und als eigenständige Mineralart anerkannt war, wurde dies von ihrer Commission on New Minerals, Nomenclature and Classification (CNMNC) übernommen und bezeichnet den Borax als sogenanntes „grandfathered“ (G) Mineral. Die ebenfalls von der IMA/CNMNC anerkannte Kurzbezeichnung (auch Mineral-Symbol) von Borax lautet „Brx“.

## Klassifikation
In der veralteten 8. Auflage der Mineralsystematik nach Strunz gehörte der Borax zur gemeinsamen Mineralklasse der „Nitrate, Carbonate und Borate“ und dort zur Abteilung „Gruppenborate (Soroborate)“, wo er gemeinsam mit Tincalconit sowie im Anhang mit Halurgit und Hungchaoit in der „Tincalconit-Borax-Gruppe“ mit der Systemnummer Vc/B.05 steht.
In der zuletzt 2018 überarbeiteten Lapis-Systematik nach Stefan Weiß, die formal auf der alten Systematik von Karl Hugo Strunz in der 8. Auflage basiert, erhielt das Mineral die System- und Mineralnummer V/H.10-030. Dies entspricht ebenfalls der Abteilung „Gruppenborate“, wo Borax zusammen mit Diomignit (diskreditiert) und Tincalconit eine unbenannte Gruppe mit der Systemnummer V/H.10 bildet.
Die von der International Mineralogical Association (IMA) zuletzt 2009 aktualisierte 9. Auflage der Strunz’schen Mineralsystematik ordnet den Borax in die neu definierte Klasse der „Borate“ und dort in die Abteilung „Tetraborate“ ein. Diese ist weiter unterteilt nach der Art der Struktur der Boratkomplexe. Das Mineral ist hier entsprechend seinem Aufbau in der Unterabteilung „Insel-Tetraborate (Neso-Tetraborate)“ zu finden, wo es als einziges Mitglied eine unbenannte Gruppe mit der Systemnummer 6.DA.10 bildet.
In der vorwiegend im englischen Sprachraum gebräuchlichen Systematik der Minerale nach Dana hat Borax die System- und Mineralnummer 26.04.01.01. Das entspricht wie in der veralteten Strunz-Systematik der gemeinsamen Klasse der „Carbonate, Nitrate und Borate“ und dort der Abteilung „Wasserhaltige Borate mit Hydroxyl oder Halogen“. Hier findet er sich innerhalb der Unterabteilung „Wasserhaltige Borate mit Hydroxyl oder Halogen“ als einziges Mitglied in einer unbenannten Gruppe mit der Systemnummer 26.04.01.

## Kristallstruktur

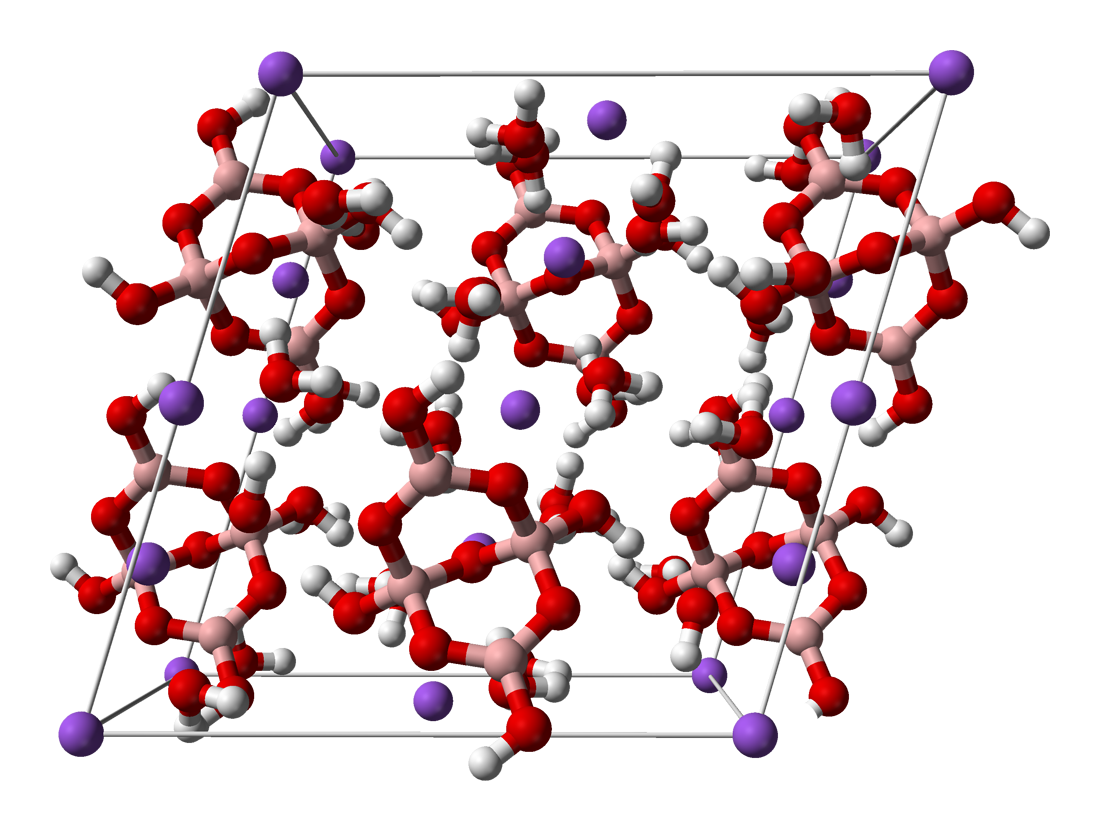
Kristallstruktur von Borax

Borax kristallisiert monoklin in der Raumgruppe C2/c (Raumgruppen-Nr. 15) mit den Gitterparametern a = 11,89 Å; b = 10,65 Å; c = 12,21 Å und β = 106,6° sowie 4 Formeleinheiten pro Elementarzelle.

Struktur des Tetraborat-Anions im Borax

In den Anionen des Borax liegen Tetraborat-Ionen vor, bei denen jedes Boratom mit zwei oder drei (bei zwei Atomen) weiteren Boratomen über eine Sauerstoffbrücke miteinander verbunden ist. Zusätzlich ist jedes Boratom durch eine Hydroxygruppe nach außen abgesättigt, so dass sich eine Formel von [B4O5(OH)4]2− für das Anion ergibt.

## Eigenschaften
Tetrabordinatriumheptaoxid-Hydrat bildet in wässriger Lösung dieselben Verbindungen wie Dinatriumtetraborat-Decahydrat.
Beim Erhitzen verliert es bei etwa 100 °C einen Teil seines Kristallwassers und bildet ein Pentahydrat. Oberhalb von 400 °C erhält man wasserfreies Natriumtetraborat.

## Bildung und Fundorte

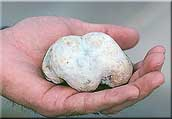
Boraxknolle aus dem Death Valley

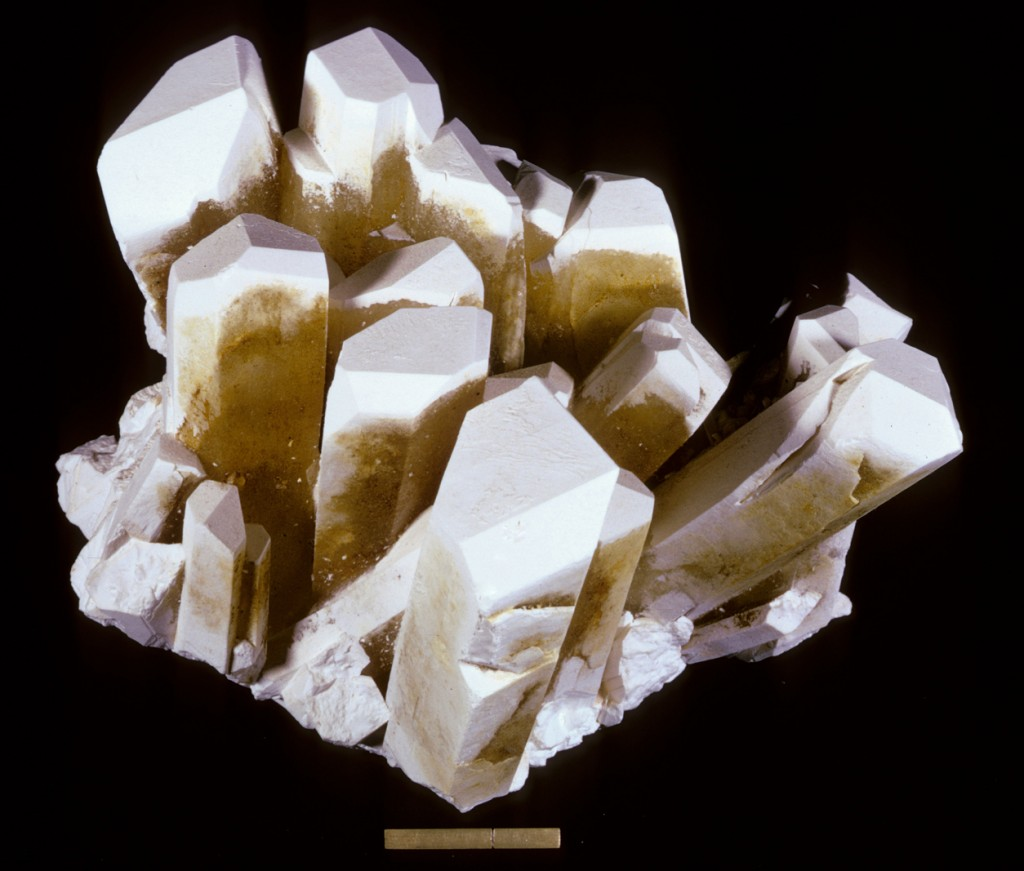
Borax, zur Hälfte umgewandelt in Pseudomorphosen von Tincalconit nach Borax

Borax kommt in der Natur in kristalliner oder massiver Form ähnlich wie Anhydrit oder Gips als Evaporit vor, entsteht also bei der Austrocknung von Salzseen, die dann auch als Boraxseen bezeichnet werden. Daneben findet sich das Mineral auch als Bodenausblühung in ariden Gebieten oder als Sinterabsatz an Thermalquellen. Als Begleitminerale treten unter anderem Calcit, Gips, Halit, Soda und weitere Borate, Carbonate und Sulfate auf.
Als seltene Mineralbildung konnte Borax nur an wenigen Orten weltweit nachgewiesen werden, wobei bisher rund 80 Fundorte dokumentiert sind (Stand: 2021).
Früher wurde Borax von den Venetianern aus Ostindien (als Tinkal) importiert und (zu Borax veneta) raffiniert. Bekannte Fundorte sind heute unter anderem die „Loma Blanca Borat-Lagerstätte“ (Coranzuli, Jujuy) und die „Tincalayu Mine“ (Salta) in Argentinien, der Salar de Surire in Chile, der Salar de Challviri in der bolivianischen Provinz Sur Lípez, der Chabyêr Caka Salzsee (Tibet) in China, die indische Region Ladakh, Larderello in der italienischen Provinz Pisa, Pachuca de Soto in Mexiko, die Sankaya Borat-Lagerstätte bei Kırka in der Türkei, die Halbinsel Kertsch in der Ukraine sowie Boron, der Borax Lake, der Searles Lake, das Death Valley und Calico in Kalifornien (USA).

## Verwendung

### Als Rohstoff
Borax wird jährlich weltweit im Megatonnenbereich produziert und ist ein wichtiger Rohstoff zur Herstellung von Borsäure, zur Gewinnung von Boraten und Perboraten sowie weiterer Bor-Verbindungen. Gewonnen wird Borax heute nahezu ausschließlich aus dem kristallwasserärmeren Boraxmineral Kernit.

### In der Industrie und im Baubereich
Wasserfreier Borax wird als Zusatz für leichtschmelzende Glasuren (zumeist in Fritten) auf niedrig gebrannter Keramik (z. B. Raku, Steingut und andere Irdenwaren), zur Herstellung von Borosilikatglas und bei der Emailproduktion verwendet.
Seine Verwendung als Flussmittel beim Hartlöten von Metallen sowie beim Feuerschweißen beruht auf seiner oxidlösenden Wirkung.
Borax ist gelegentlich Bestandteil von Düngemitteln und wird als Zuschlagstoff von Zement und Isolierstoffen eingesetzt.
Des Weiteren wirkt Borax als vorbeugendes Holzschutzmittel gegen Schimmel und Insekten und wird zu etwa 5 bis 20 Gewichtsprozent der Gesamtmenge als Flammschutzmittel, hier vorwiegend für Dämmstoffe auf Zellulosebasis, eingesetzt. In letztgenannter Anwendung werden seine Eigenschaften als teilweise problematisch angesehen und eine Minderung als sinnvoll erachtet. Eine im Auftrag des Umweltbundesamtes erstellte Studie bemerkt hierzu: „Zusammenfassend wird festgestellt, dass die Anwendung von Borax als Flammschutzmittel akzeptabel ist. Da jedoch die Hintergrundbelastung über die Nahrung bereits so hoch ist, dass die täglich duldbare Aufnahmemenge ausgeschöpft ist, muss gewährleistet sein, dass es durch die Anwendung des Borats als Flammschutzmittel nicht zu einer nennenswerten Zusatzbelastung des Menschen kommt.“
Bis zu einer Menge von 8,5 Masse-% Borax-Äquivalent bzw. 5,5 Masse-% Borsäure-Äquivalent ist der Zusatz nicht deklarationspflichtig.

### In der Chemie
In der Schmelze von Borax lösen sich zahlreiche Metalloxide unter Bildung charakteristischer Färbungen und bilden nach dem Abkühlen eine glasartige Perle, die Boraxperle. Diese Färbungen werden als Nachweis für Kationen beim Kationentrennungsgang eingesetzt und stehen im Rang einer Vorprobe.
Die bei der Verbrennung von Methanol mit Borax auftretende grüne Flammenfärbung, die durch Borsäuretrimethylester hervorgerufen wird, ist ein einfacher Nachweis für Methanol.
Daneben wird Borax für Pufferlösungen (Borat- sowie Borat-Phosphat-Puffer) und in der Borax-Karmin-Lösung (Grenachers-Lösung) als Farbstoff in der Mikroskopie verwendet.
Auch in der Goldgewinnung kann Borax erfolgreich eingesetzt werden.

### In Haushalt und Gewerbe
Im Haushalt und Wäschereien findet Borax Anwendung in Seife, in Wasserenthärtern und als Ausgangsmaterial zur Gewinnung von Perboraten in Waschmitteln.
Borax wird in Desinfektions-, Putz- und Bleichmitteln, Kosmetikprodukten sowie als Biozidprodukt (bei Ameisenfallen) eingesetzt. Die Abgabe von Borax an private Endverbraucher ist allerdings in Deutschland seit dem 1. Juni 2009 durch die Chemikalien-Verbotsverordnung untersagt. Produkte, die „Borax“ im Markennamen tragen, werden daher seither ohne Borax zubereitet.

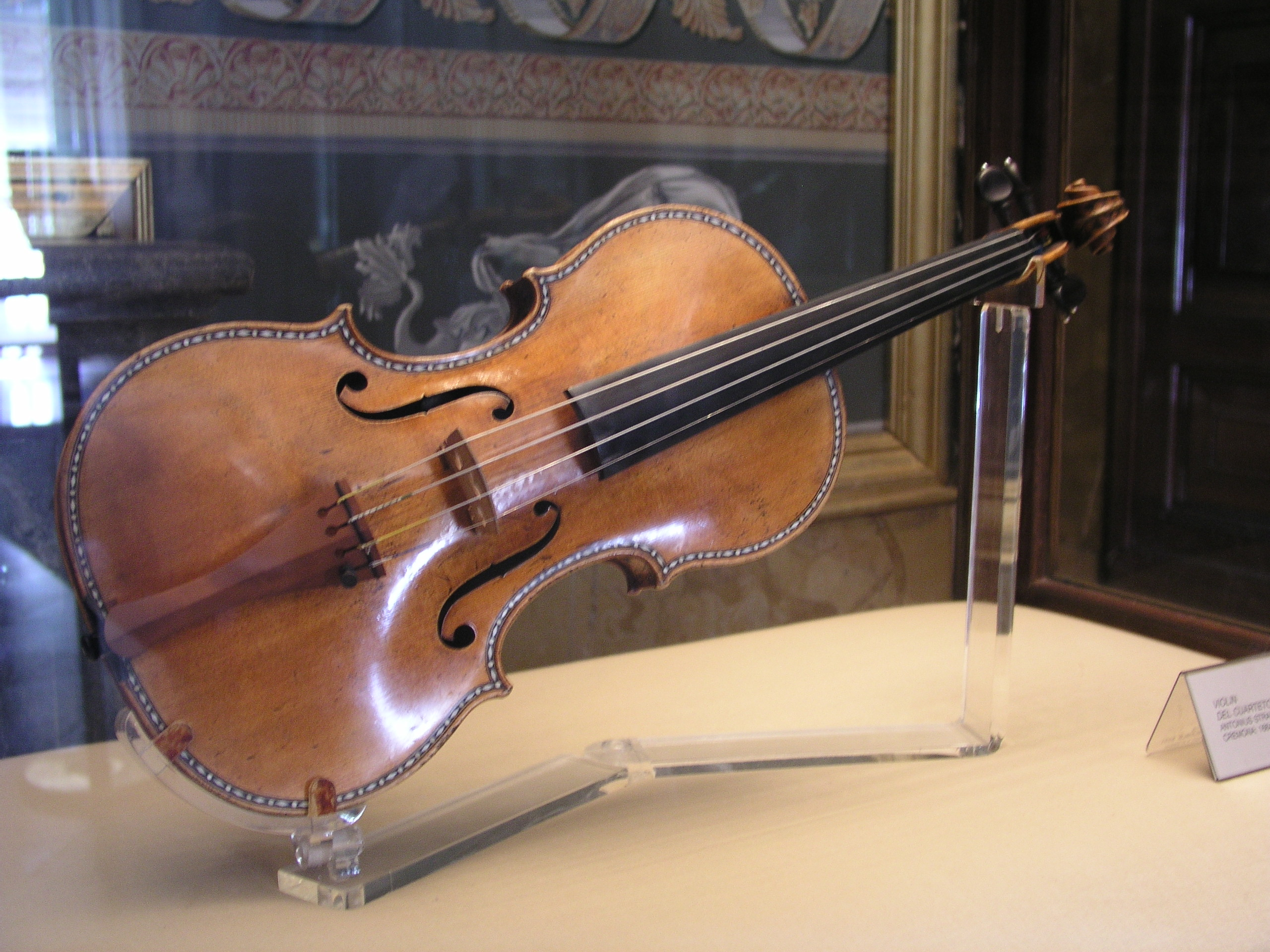
Nicht nur Antonio Stradivari verwendete Borax als Bestandteil der Mischung, mit der er das Holz seiner Instrumente behandelte

Als Lebensmittelzusatzstoff hat es die Bezeichnung E 285, ist aber in der EU ausschließlich für echten Kaviar zugelassen und in den USA ganz verboten.
Borax ist neben Polyvinylalkohol, destilliertem Wasser und Lebensmittelfarbe eine Grundsubstanz, die zur Herstellung des populären Spielzeugs Slime (Schleim) verwendet wurde.
Im 17. Jahrhundert wurde Borax als Bestandteil selbst hergestellter Imprägniermittel für Musikinstrumente genutzt. Wissenschaftliche Untersuchungen konnten nachweisen, dass der italienische Geigenbauer Guarneri del Gesù unter anderem Borax als Holzschutzmittel für seine Instrumente verwendet hat. Der Zugang zu einer Vergleichsprobe einer von Antonio Stradivari gebauten Geige gestaltete sich als schwierig. Erst im Rahmen von Reparaturarbeiten konnte eine kleine Holzprobe eines Originalinstruments untersucht werden. Die Analyse zeigte, dass auch Stradivari eine spezielle Mischung als Bearbeitungs- und Imprägniermittel verwendete. Diese enthielt neben Borax, auch Fluoride, Chrom und Eisensalze, die in unbehandelten Hölzern nicht auftreten.

### Heilkunde
Medizinisch wurde Borax als Grundlage für die Arzneimittelbestandteile Borsäure, Borsalbe und Borwasser gebraucht. Trotz fehlender wissenschaftlicher Belege wird Borax in der Alternativmedizin auch heute noch als angebliches Heilmittel gegen eine Vielzahl von Erkrankungen wie Arthritis, Osteoporose, Alzheimer-Demenz, Wechseljahresbeschwerden sowie zur Krebsprävention und zur Steigerung der geistigen Leistungsfähigkeit beworben. Die behaupteten Wirkungen konnten durch empirische Untersuchungen nicht belegt werden.
Von den Befürwortern wird behauptet, Bor sei ein Spurenelement, dessen Mangel zu obigen Beschwerden führen oder diese verschlimmern kann.
Die folgenden Verbindungen sind in Europa nicht zugelassen und dürfen in Lebensmitteln nicht verwendet werden: Calcium-Fructo-Borat, Borcitrat, Bor-Aspartat, elementares Bor, Boron (als Boron Citrat, Boron Aspartat und Boron Glycinat Komplex) und Borsäure. Es ist unklar, inwieweit die Studienergebnisse auf hier zugelassene Borverbindungen übertragbar sind. Aus dem Ausland importierte Nahrungsergänzungsmittel mit diesen Inhaltsstoffen können vom Zoll zurückgehalten werden.
Das Bundesinstitut für Risikobewertung (BfR) empfiehlt, pro Tag nicht mehr als 0,5 Milligramm Bor über Nahrungsergänzungsmittel aufzunehmen. Bei einigen marktüblichen Produkten liegt die vom Hersteller empfohlene tägliche Verzehrmenge bereits bei durchschnittlich 3 Milligramm.

## Sicherheitshinweise
Borax (Natriumtetraborat-Decahydrat) hat die CAS-Nummer 1303-96-4. Es ist als Gefahrstoff eingestuft, der die Fruchtbarkeit beeinträchtigt und als fruchtschädigend gilt. Weitere Sicherheitshinweise und Gefahrstoffkennzeichnung siehe Natriumtetraborat und Borate.
Die mittlere letale Dosis (LD50-Wert) wird für Borax mit 2 bis über 6 Gramm pro Kilogramm Körpergewicht angegeben.